# Turismo 4000 Argentino
El Turismo 4000 Argentino es una categoría argentina de automovilismo creada el 13 de agosto de 2000. Se trata de una categoría de automóviles de turismo que promueve el desarrollo y formación de pilotos con orientación hacia el Turismo Carretera, la máxima categoría nacional de automovilismo. Tiene como fin preparar a los pilotos que provienen de categorías zonales y desean proyectarse a nivel nacional. Si bien esta categoría sirve como escalón para competir en el Turismo Carretera, su fiscalización corrió inicialmente por cuenta del Automóvil Club Argentino por medio de su Comisión Deportiva Automovilística, al contrario del TC, que es regido por la Asociación Corredores de Turismo Carretera (ACTC). Tras el campeonato 2014, pasó a ser fiscalizada por la Federación Regional Metropolitana de Automovilismo Deportivo (FRAD). Actualmente su fiscalización está a cargo de la Comisión Asesora y Fiscalizadora (CAF) de la ACTC, por intermedio de la FRAD Metropolitana.
Esta categoría reúne pilotos de diferentes puntos del país para competir en un parque automotor conformado por vehículos con motores de 4 litros y bajo costo de desarrollo. Por esto, al igual que el TC, solo están permitidos los modelos Chevrolet Chevy, Dodge Polara, Ford Falcon e IKA Torino, sumándose también en esta especialidad los Chevrolet 400 y Ford Fairlane, todos con motores de 6 cilindros en línea. La preparación de sus unidades y de sus pilotos la ubica como un tercer escalón para llegar al TC, por debajo del TC Pista e igualando al TC Mouras. Actualmente el 4000 Argentino comparte en su mayoría fechas con ambas categorías y la mayoría de las competencias se desarrollan en el Autódromo Roberto Mouras en La Plata.
A Gustavo Doce Portas le cupo el honor de ser su primer campeón, al coronarse en la temporada inicial del año 2000, inaugurando también de esa manera la galería de campeones del T4000 que lo tiene a Roberto Arrausi como su máximo campeón, con cuatro conquistas. Cabe destacar en este aspecto que quien aspire a proclamarse como campeón de esta categoría, deberá de manera obligatoria haber ganado por lo menos una competencia final a lo largo del año, un requisito fundamental adoptado de la categoría Turismo Carretera. 
Asimismo, a partir del año 2010 se puso en juego un trofeo especial interno denominado Supercopa del Turismo 4000 Argentino, el cual se pone en juego en las cuatro últimas fechas de cada año. El primer ganador de este trofeo especial fue el piloto Carlos Miserda, quien junto a los pilotos Hernán Rojas y Mauricio Selva, tienen el honor de haberlo obtenido en 2 oportunidades cada uno.

## Historia
El Turismo 4000 Argentino se fundó oficialmente el 13 de agosto de 2000, como sucesora de la antigua categoría nacional Supercart, en la cual competían automóviles de fabricación nacional, producidos entre los años 1960,1970,1980 y mediados de los años 1990. El puntapié inicial se realizó con una competencia inaugural corrida en el Autódromo Oscar y Juan Gálvez, la cual fuera ganada por Darío Laccette, quien de esa forma tenía el honor de ser el primer vencedor en esta nueva divisional. Los coches presentados, en su mayoría eran modelos Chevrolet Chevy y Ford Falcon, con motorizaciones de hasta 4000 cm3 de cilindrada. En este primer año fueron desarrolladas 6 fechas, recorriendo distintos puntos del país y tras las cules fue consagrado como su primer campeón, el piloto de Monte Grande, Gustavo Doce Portas, quien se coronó al comando de una unidad Chevrolet Chevy, con la que anteriormente se había adjudicado el último cetro de la categoría Supercart.
La categoría continuó su desarrollo con el paso de los años. Los vehículos si bien no poseen un nivel de preparación de alta tecnología como el Turismo Carretera, ha sabido desplegar interesantes competencias, primando sobre todo la denominada "lucha de marcas" que siempre caracterizó al automovilismo argentino. En el segundo año de la categoría, llegaría el tiempo de revancha para quien supiera ganar por primera vez en la categoría, ya que luego de proclamarse como el primer subcampeón de la historia, Darío Laccette conquistaba de manera definitiva el título de campeón, al comando de un Chevrolet Chevy, un dato muy inusual en el legajo de este piloto, quien en tras su consagración ascendería a la categoría TC Pista, donde se convertiría en uno de los principales representantes de la marca Ford.

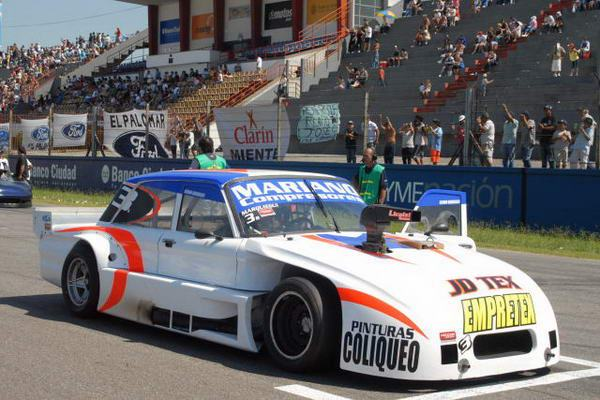
Ford Falcon de Turismo 4000.

En 2002 y 2003 llegarían los primeros títulos de la marca Ford y los mismos serían de la mano de dos apellidos que se convertirían en futuros referentes de la marca del óvalo a nivel nacional. El primero de ellos fue para Mathías Nolesi, piloto de la localidad de San Andrés de Giles que tras su consagración ascendería sucesivamente al TC Pista y al Turismo Carretera, destacándose en la primera, donde obtendría el subcampeonato del año 2003. En tanto que en ese mismo año del subcampeonato de Nolesi en TC Pista, en el T4000 conquistaba el título Alejandro Garófalo, quien si bien obtuviera el título de la categoría, terminaría dando fin a su carrera como piloto en el año 2004, para dedicarse a la atención y preparación de unidades, siendo especialista en la marca Ford. En su nuevo rubro, Garófalo conseguiría obtener importantes campeonatos nacionales, principalmente de la mano de Mauro Giallombardo, quien le diera los títulos de TC Mouras en 2008 y TC Pista en 2010. Asimismo, también atendería en su escuadra a la unidad campeona de TC Pista de Luciano Ventricelli en el año 2012. Tras los títulos de Nolesi y Garófalo, llegaría el campeonato de Diego González, quien en 2004 establecería el primer triplete de la marca Ford.
Tras esta seguidilla de títulos de la marca del óvalo, Chevrolet retomaría el poder en el año 2005 y al mismo tiempo, se quebraría la hegemonía de los pilotos nacidos en la Provincia de Buenos Aires, ya que en ese mismo año se consagraría campeón Oscar Sánchez, piloto de la Provincia del Chaco que supiera tener protagonismo en su provincia a nivel zonal y que al mismo tiempo se convertiría en el primer campeón del interior del país. La seguidilla de títulos para la marca del moño continuaría, siendo campeón en 2006 el piloto de San Nicolás de los Arroyos, Daniel Misiano, quien volviera a poner al frente de la categoría a un piloto bonaerense.
En marzo del 2024, tanto la Federación Metropolitana como su federación hija, la FRAD Mar y Sierras, comunicaron la decisión de dejar la Comisión Deportiva Automovilística del ACA para acercarse a la ACTC. Oscar Milani, presidente de la FRAD aclaró que la decisión de dejar la CDA fue motivada por “no estar de acuerdo con las últimas decisiones adoptadas por esa entidad, en relación a las categorías de automovilismo de nuestras federaciones”. De esta manera, el Turismo 4000 Argentino pasó a ser fiscalizado por la Comisión Asesora y Fiscalizadora (CAF) de la ACTC.

## Campeones
| Año  | Campeón              | Automóvil           |
| ---- | -------------------- | ------------------- |
| 2000 | Gustavo Doce         | Chevrolet Chevy     |
| 2001 | Darío Laccette       | Chevrolet Chevy     |
| 2002 | Mathías Nolesi       | Ford Falcon         |
| 2003 | Alejandro Garófalo   | Ford Falcon         |
| 2004 | Diego González       | Ford Falcon         |
| 2005 | Oscar Sánchez        | Chevrolet Chevy     |
| 2006 | Daniel Misiano       | Chevrolet Chevy     |
| 2007 | Máximo Tonlorenzi    | Chevrolet Chevy (*) |
| 2008 | Aldo Tedeschi        | Ford Falcon         |
| 2009 | Roberto Arrausi      | Chevrolet Chevy     |
| 2010 | Roberto Arrausi      | Chevrolet Chevy     |
| 2011 | Roberto Arrausi      | Chevrolet Chevy     |
| 2012 | Roberto Arrausi      | Chevrolet Chevy     |
| 2013 | Christian Iván Ramos | Chevrolet Chevy     |
| 2014 | Javier Funcia        | Ford Falcon         |
| 2015 | Mauricio Selva       | Chevrolet Chevy     |
| 2016 | Mauricio Selva       | Chevrolet Chevy     |
| 2017 | Lucas Granja         | Chevrolet Chevy     |
| 2018 | German Pietranera    | Ford Falcon         |
| 2019 | Emmanuel Pérez Bravo | Chevrolet Chevy     |
| 2020 | Germán Pietranera    | Torino-Ford         |
| 2021 | Emmanuel Pérez Bravo | Chevrolet Chevy     |
| 2022 | Daniel Nefa          | Dodge GTX-Chevrolet |
| 2023 | Ricardo Zubía        | Ford Falcon         |
| 2024 | Facundo Barnetche    | Chevrolet Chevy     |

(*): Inició y desarrolló la mayor parte del torneo 2007 con un Chevrolet, pero en la última fecha cambió a una unidad Ford. A pesar de ello, el título se computa para Chevrolet por haber desarrollado la mayor parte del torneo, a la vez de ser con la única marca que ganó en el año.

## Supercopa de Turismo 4000 Argentino
En el año 2010, la categoría dispuso la creación de un torneo paralelo al campeonato oficial, el cual se disputa en las cuatro últimas fechas. Este torneo fue denominado Supercopa de Turismo 4000 Argentino y se disputa a la par del Campeonato Argentino, con una serie de reformas en su reglamento con respecto al Campeonato Oficial. Por ejemplo, participan de ella, todos los pilotos que compiten en el Campeonato Oficial del año y el sistema de puntajes, además de regirse por el reglamento oficial, otorga puntos extras a aquellos pilotos que se presenten en cada carrera y 2 puntos más a aquel que sea autor de la vuelta más rápida de clasificación (comúnmente llamada Pole Position). Al mismo tiempo, se suprime el requisito obligatorio de ganar por lo menos una carrera para consagrarse campeón, por lo que el piloto puede ganar esta Copa con su sola presencia y cumpliendo el requisito de sumar el mayor puntaje posible.
Tras la edición 2016, la Supercopa se había dejado de disputar. Sin embargo, en 2022 y con apoyo de la empresa productora de seguros "Río Uruguay Seguros", la Supercopa fue nuevamente puesta en juego, con un reglamento particular.
Esta es la lista de ganadores de la Supercopa desde su instalación en 2010.
| Año  | Ganador          | Automóvil       |
| ---- | ---------------- | --------------- |
| 2010 | Carlos Miserda   | Chevrolet Chevy |
| 2011 | Carlos Miserda   | Chevrolet Chevy |
| 2012 | Hernán Rojas     | Chevrolet Chevy |
| 2013 | Hernán Rojas     | Chevrolet Chevy |
| 2014 | Mauricio Selva   | Chevrolet Chevy |
| 2015 | Mauricio Selva   | Chevrolet Chevy |
| 2016 | Mauricio Selva   | Chevrolet Chevy |
| 2022 | Gonzalo González | Chevrolet Chevy |
| 2024 | José Luis Newing | Dodge GTX-Ford  |

## Ranking de pilotos y marcas por títulos

### Pilotos
| # | Pilotos              | Cantidad | Años                   |
| - | -------------------- | -------- | ---------------------- |
| 1 | Roberto Arrausi      | 4        | 2009, 2010, 2011, 2012 |
| 2 | Mauricio Selva       | 2        | 2015, 2016             |
| 2 | Germán Pietranera    | 2        | 2018, 2020             |
| 2 | Emmanuel Pérez Bravo | 2        | 2019, 2021             |
| 3 | Gustavo Doce Portas  | 1        | 2000                   |
| 3 | Darío Laccette       | 1        | 2001                   |
| 3 | Mathías Nolesi       | 1        | 2002                   |
| 3 | Alejandro Garófalo   | 1        | 2003                   |
| 3 | Diego González       | 1        | 2004                   |
| 3 | Oscar Sánchez        | 1        | 2005                   |
| 3 | Daniel Misiano       | 1        | 2006                   |
| 3 | Máximo Tonlorenzi    | 1        | 2007                   |
| 3 | Aldo Tedeschi        | 1        | 2008                   |
| 3 | Christian Iván Ramos | 1        | 2013                   |
| 3 | Javier Funcia        | 1        | 2014                   |
| 3 | Lucas Granja         | 1        | 2017                   |
| 3 | Daniel Nefa          | 1        | 2022                   |
| 3 | Ricardo Zubía        | 1        | 2023                   |
| 3 | Facundo Barnetche    | 1        | 2024                   |

### Marcas
| # | Marca     | Cantidad | Años                                                                                           |
| - | --------- | -------- | ---------------------------------------------------------------------------------------------- |
| 1 | Chevrolet | 15       | 2000, 2001, 2005, 2006, 2007, 2009, 2010, 2011, 2012, 2013, 2015, 2016, 2017, 2019, 2021, 2024 |
| 2 | Ford      | 7        | 2002, 2003, 2004, 2008, 2014, 2018, 2023                                                       |
| 3 | Torino    | 1        | 2020                                                                                           |
| 3 | Dodge     | 1        | 2022                                                                                           |